# Peter Maggenberg
Peter Maggenberg (Tafers, 1380 – Friburgo, 1462 - 1463) è stato un pittore svizzero, attivo soprattutto a Friburgo; fu uno degli esponenti del gotico internazionale in Svizzera.

## Vita ed opere
Il pittore che prende il nome dalla frazione Maggenberg nel comune di Tafer in cui  nacque, risulta attivo a partire dal 1404, mentre dal 1409 è documentato come residente a Friburgo, dove fu poi a capo di una fiorente bottega capace eseguire varie attività di carattere artigianale e artistico, sino a diventare il pittore ufficiale della città. Oltre a Friburgo, sappiamo che operò a Sion (Cantone Vallese), e a Losanna dove fu incaricato, presso la cattedrale, di ritoccare la policromia delle statue del portale dipinto (1445-46)
Esponente di spicco della pittura tardogotica svizzera, coniugò il linguaggio del gotico internazionale (il Weicher Stil,stile dolce) con l'attenzione naturalistica assieme alla caratterizzazione a volte caricaturale dei personaggi. "Evidenti sono i richiami stilistici a Giacomo Jaquerio anche nei motivi ornamentali e architettonici, elementi che inducono a supporre che Maggenberg si sia formato nella bottega del maestro gotico piemontese". Si tenga presente, a chiarimento dei rapporti con il gotico d'oltralpe, che Giacomo Jaquerio fu attivo a Ginevra e ad Abondance (Alta Savoia). D'altro lato si può osservare come le affinità riscontrabili, dopo il concilio di Basilea, tra i pittori sui due versanti delle Alpi siano frutto di quel processo di germanizzazione del gotico internazionale che vede la veicolazione di modelli renani in tutta l'area
Il catalogo delle opere di Peter Maggenberg comprende:
- il ciclo di affreschi della Vita della Vergine nel chiostro del Couvent des Cordeliers a Friburgo (1438-40), ciclo ancora ampiamente leggibile nonostante la perdita di ampia parte della pellicola pittorica;
- i dipinti sulle portelle dell'organo della basilica Notre-Dame de Valère in Sion (1437);
- nella stessa basilica di Valère, gli affreschi dello jubé prospiciente il coro dei canonici e della cappella di Guillaume de Rarogne, nonché il ciclo delle pitture che decorano l'abside (1434-37);
- l'affresco della Salità al Calvario nella chiesa di Saint-Jean a Friburgo [4]

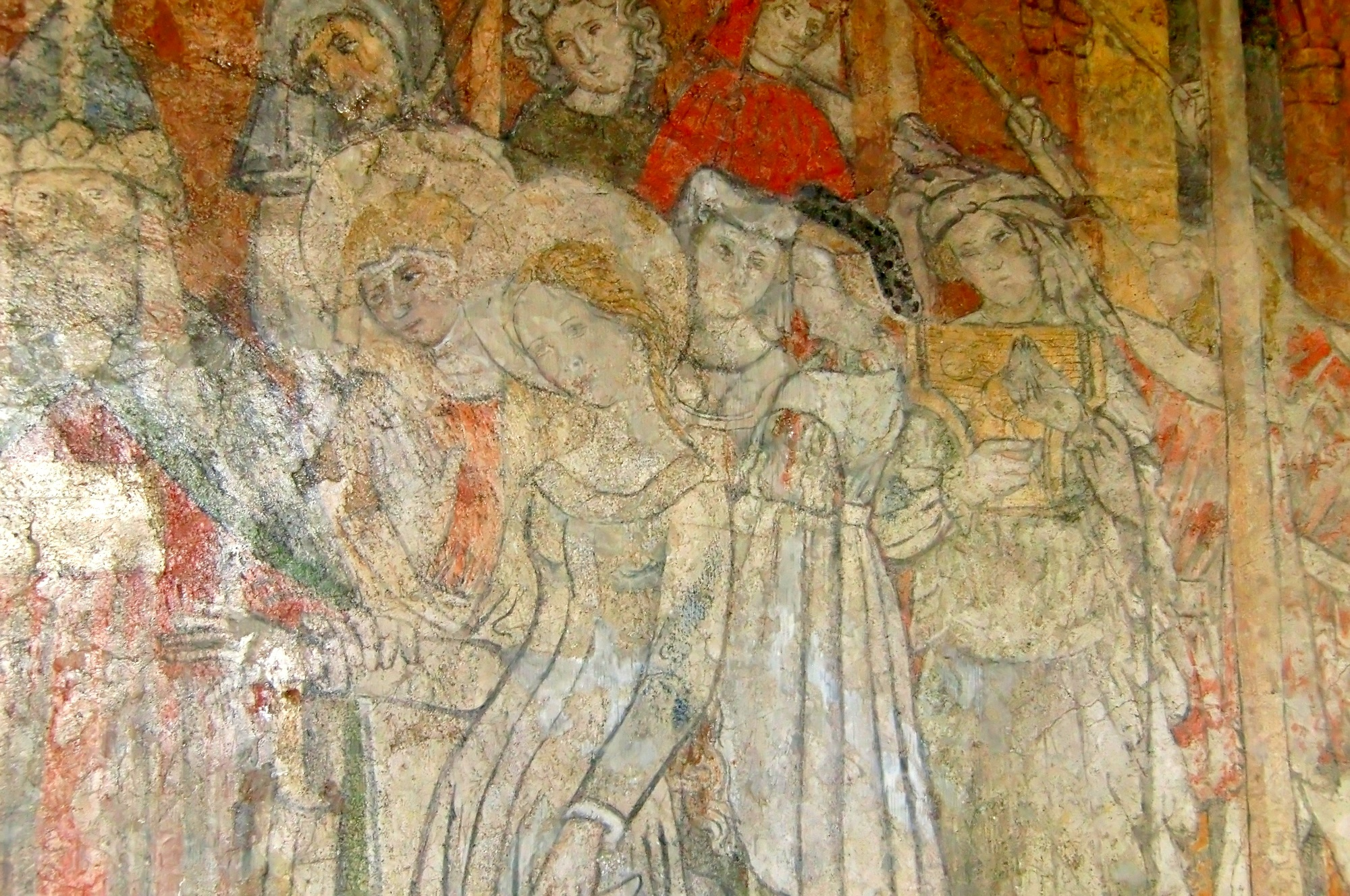
Sposalizio della Vergine, 1438-40, Chiostro del convento dei francescani, Friburgo
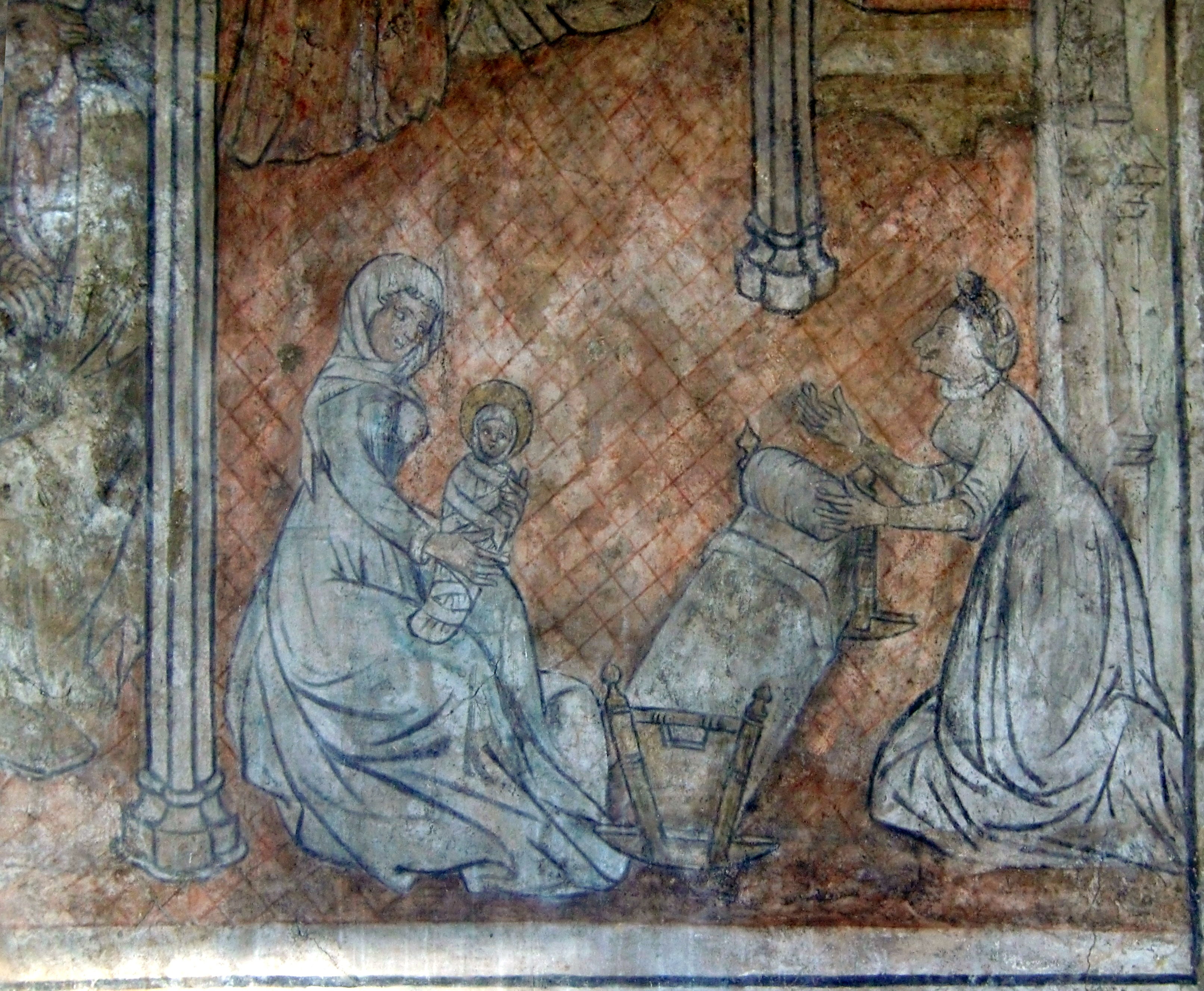
Nascita della Vergine, 1438-40, Chiostro del convento dei francescani, Friburgo
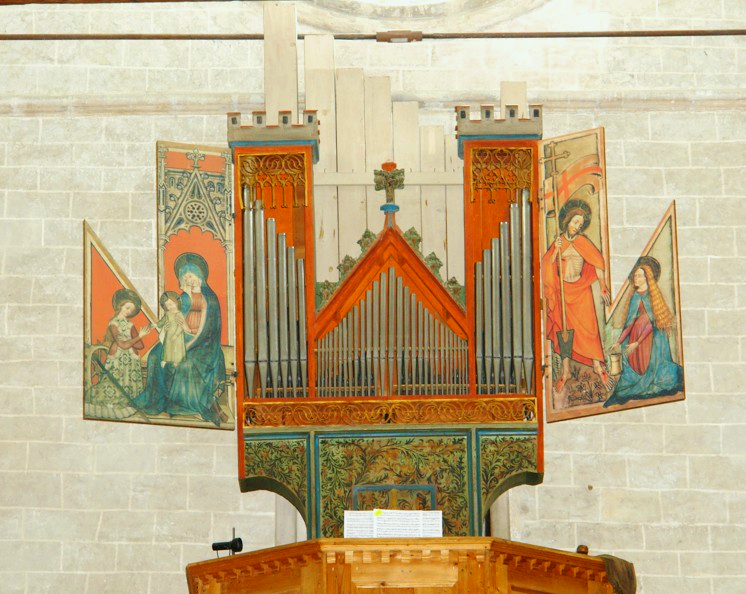
ante dipinte dell'Organo della basilica di Valère
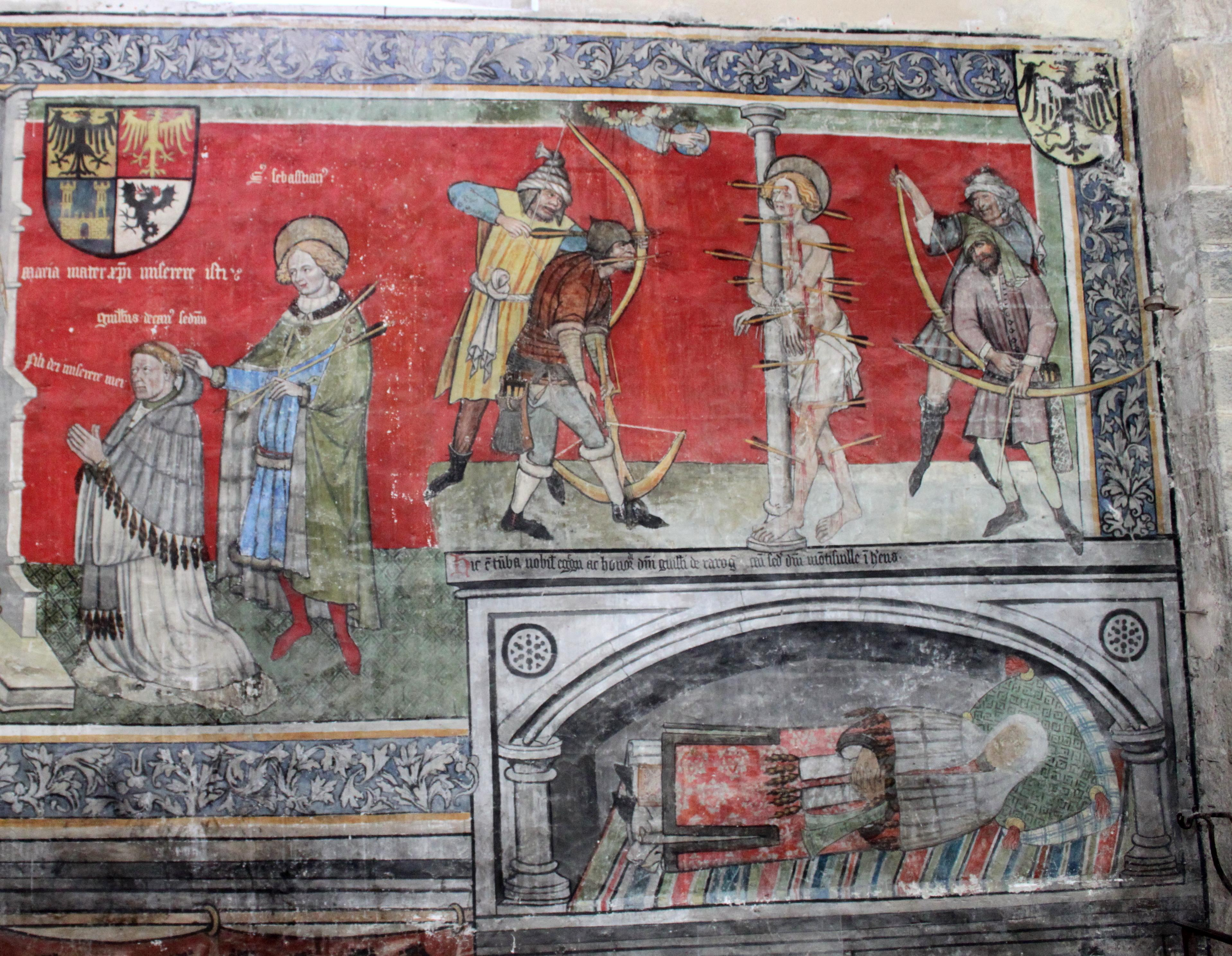
Affreschi della cappella di Guillaume de Rarogne